# Faro di Flatholm
Il faro di Flatholm (Flatholm Lighthouse, in inglese) si trova all'estremità meridionale dell'isola gallese di Flat Holm (o Flatholm), nel Canale di Bristol. L'isola si trova al centro delle trafficate rotte mercantili in entrata ed in uscita dall'estuario del fiume Severn.

## Storia
Il primo segnalamento notturno sull'isola di Flatholm fu un braciere sorretto da una struttura in legno sita nella parte orientale dell'isola. La "Society of Merchant Venturers" discusse per qualche anno sull'inaffidabilità del braciere e nel 1733 John Elbridge, membro anziano della Società, inoltrò una petizione a Trinity House per chiedere la costruzione di un faro segnalando il pericolo per la navigazione ed il generale desiderio di un segnalamento efficace.
Nell'aprile 1735 William Crispe di Bristol informò Trinity House di aver preso in affitto l'isola per 99 anni da John Stuart, conte di Bute, e che avrebbe voluto erigere un faro a proprie spese sia pure con il benestare della Corporazione, ma il progetto fu respinto alla riunione tenutasi 9 maggio del 1735. Il motivo del rifiuto può essere ricondotto a motivi economici: o una proposta di pedaggio troppo elevata, o l'eccessivo costo di costruzione della torre, ritenuta necessaria dalla Society of Merchant Venturers per avere un segnale efficace.
Alla fine del 1736, un naufragio che costò la vita di sessanta soldati riaprì la questione della sicurezza dando nuovo impulso alle trattative: il 17 marzo dell'anno successivo William Crispe si presentò alla Society of Merchant Venturers con nuove proposte. La Società dei Mercanti decise di appoggiare una nuova petizione, che venne presentata a Trinity House il 2 aprile successivo, per la costruzione del faro.
Nella petizione Crispe definì anche il pedaggio da versare alla Società dei Mercanti:
- 1 e ½ shilling per ogni tonnellata di carico sia in entrata che in uscita, come risultante dai registri doganali, per tutte le navi di Bristol, provenienti da o dirette verso paesi stranieri:
- tariffa doppia per tutte le navi straniere;
- 1 shilling per tonnellata per tutte le imbarcazioni naviganti lungo la costa ("cabotaggio") oppure dirette o provenienti dall'Irlanda;
- 1 shilling per ogni viaggio, sia in entrata che in uscita, per le imbarcazioni provenienti da Head St. David's, Lands End e canale di Bristol, esclusi pescherecci e "barche mercato".

Si stabilì anche che la Società avrebbe corrisposto a Crispe non meno di 900 sterline per la costruzione della torre, e che lo stesso avrebbe sostenuto le spese per l'ottenimento della licenza da parte della Corona britannica percependo un canone annuo di locazione di cinque sterline. Il 9 maggio 1737 si tenne un'ulteriore riunione in cui la Corporazione definì un contratto di affitto dall'accensione del faro fino all'Annunciazione ("Lady Day", 25 marzo) del 1834 ad un canone annuo di 5 sterline per i primi trenta anni e quindi dieci sterline per i successivi fino al termine.

### La prima torre
Il contratto venne infine firmato e la luce venne accesa il 1º dicembre del 1737.
Il segnale luminoso era costituito da un semplice braciere alimentato a carbone, che veniva portato ogni giorno in cima alla torre a cura degli allevatori presenti sull'isola; il consumo era elevato e ogni mese dovevano essere sbarcati sull'isola 25 tonnellate di carbone.
A causa dei maggiori costi della struttura William Crispe fu costretto a mettersi in società con Benjamin Lund ma anche così i fondi non furono sufficienti neppure con i prestiti garantiti da John Elbridge di Trinity House ed i gestori dovettero cede la locazione a Caleb Dickenson che divenne esattore dei pedaggio, gestore del faro e della contabilità.
I custodi scrivono, nella propria relazione:
«Ci aspettavamo che ogni momento potesse essere l'ultimo. Alle 3 del mattino del 23 la torre è stata colpita da un fulmine. L'uomo di guardia al fuoco fu sbattuto a terra e per poco evitò di cadere dalle scale. La griglia in ferro del braciere è stata fatta a pezzi e la parte superiore della torre notevolmente danneggiata.»
Il 22 dicembre del 1790 il faro fu danneggiato da una tempesta di eccezionale potenza che investì l'Inghilterra occidentale causando notevoli distruzioni. Fino a quando la torre non fu riparata, il faro venne sostituito da un fuoco mantenuto acceso sul promontorio davanti al faro.
I mercanti di Bristol ne lamentarono la scarsa efficacia, tuttavia rifiutarono di pagare un supplemento annuale di 100 sterline per garantire il mantenimento di una luce efficace.

### La riattivazione e i successivi miglioramenti
Il 17 novembre del 1819 Trinity House firmo un accordo con William Dickenson, che nel frattempo era subentrato a Caleb nella locazione del faro, con cui rilevava il contratto di locazione e quindi i pedaggi in cambio di un canone di 400 sterline annue per gli anni rimanenti alla fine del contratto, impegnandosi ad assumersi l'onere di apportare i miglioramenti alla torre e assicurarne la manutenzione.
La Corporazione subentrò quindi nella gestione ed incaricò i propri progettisti di redigere i disegni delle opere di miglioramento.
La torre fu alzata da 21 a 27 metri e fu realizzata una lanterna entro la quale venne installata una lampada Argand.
Il nuovo segnale, una luce bianca fissa, venne acceso il 7 settembre 1820.
Nel luglio del 1822 una legge approvata da Giorgio IV autorizzò Trinity House all'acquisizione a titolo definitivo di tutte le luci costiere e Flatholm fu uno dei fari che la Corporazione decise di acquistare. Trinity House liquidò con la cifra di 15,838.10 sterline la rimanente durata del contratto di affitto ed il 21 marzo del 1823 e prese possesso del faro.
Nel 1825 furono apportati ulteriori miglioramenti, con l'innalzamento della lanterna di altri 1,5 metri e l'installazione di una nuova lampada ad olio. Nel 1867 venne installata una nuova stanza della lanterna, del diametro di 4 metri, che rimase in uso fino al 1969. Nel 1881 venne installato un meccanismo di occultamento ad orologeria per rendere il segnale intermittente.